# 鄭之尹
鄭之尹（1581年—1646年），字伊如，號咸一，浙江餘姚縣臨山衛人，明朝政治人物。

## 生平
萬曆二十八年庚子科浙江鄉試舉人，天啓五年（1625年）乙丑科進士，授丹徒县知县，擢升南吏部主事，出任山西提學僉事，後搬家至會稽。有一子鄭遵謙。
杭州失守時，其子鄭遵謙決意起兵，鄭之尹數次想要禁止，不成，投水自殺。

## 家族
曾祖郑忠。祖郑经。父郑维藩，三科武举官。母孫氏。具庆下。弟之旦、之奭。娶朱氏。子宗城。